# 坂根哲夫
坂根 哲夫（さかね てつお、1911年3月18日 - 2005年2月15日）は、日本の公取官僚。元公正取引委員会事務局長。退官後、日鐵海洋工事代表取締役社長、新日本製鐵参与等。

## 人物・経歴
山口県小野田市出身。1931年山口高等商業学校（現山口大学）卒業。1934年に東京商科大学（現一橋大学）学部卒業後、猪谷善一研究室に勤務。1937年に外務省入省（調査部）。1943年大使館調査官、叙高等官六等。大東亜省調査官を経て、1945年に外務省に復帰（総務局総務課）。
1947年の公正取引委員会創立時から同事務局に入り、外務事務官を免ぜられ、総理府事務官、叙二級。1949年公正取引委員会事務局調査部長心得。
1950年公正取引委員会事務局調査部長。1952年公正取引委員会事務局経済部長。1957年公正取引委員会事務局長。1962年退官。のち、一橋大学講師、八幡製鐵社長室調査部長、新日本製鐵参与、日鐵海洋工事代表取締役社長。1981年勲三等旭日中綬章受章。2005年叙従四位。

## 著書
- 『最近支那経済要論』（大谷孝太郎, 河合俊三と共著）三省堂 1940年
- 『資本自由化と独占禁止法』（稲葉秀三と共編著）至誠堂 1968年
- 『独占 : 欧米各国に見る独禁政策の実態』教育社 1979年

### 監修
- 『管理価格 : 公共政策論集』ぺりかん社 1970年